# Owe Nordqvist
Owe Vilhelm Nordqvist (* 23. September 1927 in Stockholm; † 26. August 2015 in Katrineholm) war ein schwedischer Radrennfahrer und nationaler Meister im Radsport.

## Sportliche Laufbahn
Nordqvist war Teilnehmer der Olympischen Sommerspiele 1952 in Helsinki. Er bestritt mit dem Vierer Schwedens die Mannschaftsverfolgung. Das Team mit Owe Nordqvist, Stig Andersson, Bengt Fröbom und Arne Johansson schied in der Vorrunde aus.
1945 gewann er mit Bengt Fröbom und Åke Olivestedt die nationale Meisterschaft in der Mannschaftswertung des Straßenrennens. 1946 konnte er mit Bengt Fröbom und Kjell. A. Kjell diesen Titel verteidigen. 1949 war er mit Sigge Hellberg und Bengt Fröbom erfolgreich. 1953 gelang ihm ein weiterer Titelgewinn.
Im Mannschaftszeitfahren war er 1950 und 1951 im Titelrennen erfolgreich. 1949 bis 1952 gewann er auch die Meisterschaft im Stafettenfahren. 1954 siegte er im Titelkampf des Straßenrennens über 250 Kilometer.
Das Eintagesrennen Solleröloppet konnte er 1949 und 1951 für sich entscheiden.